# Filippo Megli
Filippo Megli (né le 10 mai 1997 à Florence) est un nageur italien, spécialiste de nage libre.
Il remporte la médaille de bronze du relais 4 x 200 m lors des Championnats d'Europe 2016 (il participe à la série).
Il remporte le relais 4 x 200 m lors des Jeux méditerranéens de 2018.